# Vi i villa
Vi i Villa är en tidning och sajt för villaägare som ägs av Bonnierkoncernen. Vi i Villa ges ut gratis åtta gånger per år till samtliga villahushåll i Sverige med en upplaga på 2 146 000 exemplar, samt två gånger till storstadsregionerna; Stockholm (norr & söder), Malmö och Göteborg/Bohus, till ca 627 000 villahushåll.

## Villapanelen
Vi i Villa startade villapanelen 2003 i syfte att få större kunskap om målgruppen villaägare. Villapanelen består av ca 20 000 villaägare som besvarar villarelaterade frågor ca fyra gånger om året.

## Tävlingar
Vi i Villa arrangerar och utser årligen, sedan 2009, Sveriges vackraste villa. 